# Belajske Poljice
Belajske Poljice is een plaats in de gemeente Barilović in de Kroatische provincie Karlovac. De plaats telt 580 inwoners (2001).